# Boris Sakojewitsch Tunijew
Boris Sakojewitsch Tunijew (russisch Борис Сакоевич Туниев, wiss. Transliteration Boris Sakoevič Tuniev, en. Boris Sakovich Tuniyev; * 20. Dezember 1956) ist ein sowjetischer beziehungsweise russischer Herpetologe und Ökologe. Seine Forschungsinteressen konzentrieren sich auf die Systematik, Ökologie, Zoogeographie sowie auf den Schutz von Reptilien und Amphibien.

## Leben
Tunijew ist Absolvent der Universität Dnipropetrowsk. 1987 legte er seine Diplomarbeit zum Thema Herpetologische Fauna des Kaukasus-Reservats vor, die unter der Leitung von Ilja Sergejewitsch Darewski im Labor für Ornithologie und Herpetologie des Zoologischen Instituts der Akademie der Wissenschaften der UdSSR und im Kaukasischen Staatlichen Biosphärenreservat Gosagroproma durchgeführt wurde. 1995 wurde er mit einer Dissertation zum Thema Herpetofauna der alpinen Kämme des Kaukasus und Zentralasisens zum Doktor der Wissenschaften promoviert. Tunijew ist Organisator und Teilnehmer zahlreicher herpetologischer Expeditionen in den Kaukasus, nach Zentralasien und in die Türkei. Das Zoologische Museum der Lomonossow-Universität Moskau bewahrt einige seiner Sammlungen aus der Region Krasnodar auf. Tunijew ist stellvertretender Direktor des Sotschier Nationalparks und Leiter des Labors für Umweltprobleme des Sotschi-Forschungszentrums der Russischen Akademie der Wissenschaften. 
Er ist Mitglied von Expertenkommissionen zur Erfassung von Amphibien und Reptilien in die IUCN Red List, der Russischen Föderation und der Region Krasnodar. Als Autor war er an über 250 wissenschaftlichen und populärwissenschaftlichen Werken beteiligt, darunter an vier Monographien. 2009 war er neben Nikolai Ljuzianowitsch Orlow, Natalija Borissowna Ananjewa und Aram Leonowitsch Agassjan Co-Autor des Werks Змеи Кавказа: таксономическое разнообразие, распространение, охрана über die Schlangen des Kaukasus sowie deren taxonomische Vielfalt, Verbreitung und Schutz.
Sein Sohn Sako Borisowitsch Tunijew (* 1983) ist ebenfalls Herpetologe.
Tunijew ist an den Erstbeschreibungen von neun Schlangenarten beteiligt, darunter Darevskia aghasyani (2019), Darevskia dryada (1997), Elaphe urartica (2019), Platyceps atayevi (1993), Vipera altaica (2010), Vipera darevskii (1986), Vipera lotievi (1995), Vipera orlovi (2001) und Vipera sakoi (2018).